# Sven Breum
Sven Jacob Breum (15. december 1943-12. marts 2007) er en tidligere dansk atlet. Han var medlem af Skovbakken frem til 1970 derefter i Hvidovre IF.
I 1967 satte Sven Breum dansk rekord i højdespring med 2,09, som han forbedrede til 2,10 på Århus Stadion 21. juni 1969.

## Danske mesterskaber
- Bronze 1960 Højdespring 1,75
- Bronze 1961 Højdespring 1,88
- Guld 1962 Højdespring 2,00
- Guld 1963 Højdespring 2,06
- Guld 1964 Højdespring 1,98
- Bronze 1965 Højdespring 1,90
- Guld 1966 Højdespring 2,01
- Guld 1967 Højdespring 2,09
- Guld 1969 Højdespring 2,00
- Guld 1970 Højdespring 2,03
- Guld 1971 Højde inde 2,05
- Guld 1971 Højdespring 2,06
- Sølv 1972 Højdespring 2,03
- Sølv 1973 Højdespring 2,03